# Alf Brustellin
Alf Brustellin (* 27. Juli 1940 in Wien; † 11. November 1981 in München) war ein österreichischer, in der Bundesrepublik Deutschland tätiger Filmemacher, Regisseur, Autor, Produzent, Kameramann und Schauspieler.

## Leben
Der Sohn eines Offiziers zog mit seinen Eltern in den 1950er Jahren nach Mönchengladbach. Er studierte nach dem Abitur zehn Semester Germanistik und Theaterwissenschaft in München. Dort begann er 1964 seine künstlerische Arbeit als Mitglied des Kabaretts „Rationaltheater“, dem er bis 1966 angehörte. 1966 bis 1971 war er Feuilletonredakteur bei der SZ, 1967 bis 1969 Mitarbeiter der Zeitschrift „Film“ und unterrichtete an der Hochschule für Fernsehen und Film München sowie an der Deutschen Journalistenschule in München. Als freier Mitarbeiter schrieb er für verschiedene Magazine, auch für den Spiegel.
Mit einer Dokumentation für den WDR über Alexander Kluge begann Brustellin seine Filmarbeit. Zusammen mit Edgar Reitz, Ula Stöckl und Nikos Perakis beteiligte er sich 1971 für den Film Das goldene Ding sowohl am Drehbuch als auch an der Regie. 1972/73 lieferte er etwa 50 Beiträge für die ARD-Vorschulserie Sesamstraße.
Für Bernhard Sinkel arbeitete Brustellin als Kameramann an dessen Filmen Der Clinch und Lina Braake. Letzterer, eine gesellschaftskritische Komödie, wurde ein beachtlicher Publikumserfolg. 1975 gründeten beide die Firma „ABS-Filmproduktion München“. Gemeinsam zeichneten sie für Buch und Regie der weiteren Filme verantwortlich. Während Berlinger und Der Mädchenkrieg noch mäßige Erfolge waren, wurden die noch folgenden Filme mehr und mehr ignoriert und können als Beispiele für das langsame Versanden des Neuen Deutschen Films vor dem Hintergrund des Deutschen Herbstes in den ausgehenden 70er Jahren gesehen werden.
Erst mit der fünfteiligen TV-Verfilmung von Thomas Manns Roman Bekenntnisse des Hochstaplers Felix Krull (1981), für die Brustellin das Drehbuch geliefert hatte, konnte er an frühere Erfolge anknüpfen. Kurz danach starb Alf Brustellin, der seit 1973 mit der Schauspielerin Hannelore Elsner liiert war, an den Folgen eines Autounfalls als Fahrgast eines Taxis in München.
Sein schriftlicher Nachlass befindet sich im Archiv der Akademie der Künste in Berlin.

## Filmografie
- 1968: Kluge, Leni und der Löwe (Dokumentation; Regie und Buch)
- 1970: Geschichten vom Kübelkind (Darsteller)
- 1971: Sonntagsmalerei (TV; Darsteller)
- 1971: Das goldene Ding (TV; Regie u. Buch mit Edgar Reitz, Ula Stöckl und Nikos Perakis; Darsteller)
- 1971: Kino zwei (TV; Darsteller)
- 1972: Die Stadt der Hunde (Regie, Buch, Produktion)
- 1973: Die Reise nach Wien (Regieassistenz)
- 1973: Clinch (TV; Kamera)
- 1975: Lina Braake (Kamera)
- 1975: Berlinger (Buch und Regie mit Bernhard Sinkel; Co-Produktion)
- 1977: Der Mädchenkrieg (Buch und Regie mit Bernhard Sinkel; Co-Produktion)
- 1977: Taugenichts (Buch mit Bernhard Sinkel)
- 1978: Deutschland im Herbst (Gemeinschaftsfilm; Mitarbeit an Buch und Regie)
- 1978: Der Sturz (Buch und Regie mit Bernhard Sinkel; Co-Produktion)
- 1980: Kaltgestellt (Buch mit Bernhard Sinkel; Co-Produktion)
- 1981: Bekenntnisse des Hochstaplers Felix Krull (TV, 5 Teile; Buch mit Bernhard Sinkel)

## Auszeichnungen
- 1977: Deutscher Filmpreis: Filmband in Silber (Produktion) für Der Mädchenkrieg
- 1977: IFF San Sebastian: Silberne Muschel (Regie) mit Bernhard Sinkel für Der Mädchenkrieg
- 1977: IFF San Sebastian: OICIC-Preis für Der Mädchenkrieg
- 1978: Deutscher Filmpreis: Filmband in Gold (Konzeption) für Deutschland im Herbst im Team